# Petrus de Cruce
Petrus de Cruce (latinizirano; francuski: Pierre de la Croix) je bio francuski skladatelj, pjevač i glazbeni teoretičar. Djelovao je potkraj 12. i početkom 13. stoljeća. Studirao je na Pariškom sveučilištu, a 1301. i 1302. djelovao je na dvoru biskupa od Amiensa. Autor je tonarija Tractatus de tonis. 1298. skladao je jednoglasni oficij Ludovicus decus regnancium za kapelu kraljevske palače u Parizu te nekoliko višeglasnih skladbi. Posebno je zaslužan za inovacije na polju višeglasne notacije, u koju je uveo podjelu osnovne vremenske jedinice. Poseban tip troglasnoga moteta dobio je po njemu ime »petronijanski motet«.